# Kaple Anděla Strážce (Valdek)
Kaple Anděla Strážce (německy Schutzengel Kapelle) je novogotická kaple ve vsi Valdek (místní část Starých Křečan), která pochází z roku 1930.

## Historie
Vesnice Valdek byla založena na sklonku 18. století a původně byla farně příslušná k Rumburku. Po dokončení kostela svatého Jana Nepomuckého ve Starých Křečanech přešla pod starokřečanskou farnost, i když někteří věřící docházeli od poloviny 19. století do kostela svatého Vavřince v Království. Obecní kaple při hlavní silnici byla postavena roku 1930 nákladem obce a zejména místních dárců. Zvon v sanktusníku soužil k polednímu a večernímu vyzvánění a oznamování úmrtí, pravidelné nedělní bohoslužby se v kapli nekonaly. Mše svaté byly slouženy příležitostně a na svátek svatých Andělů strážných (2. října). V období po druhé světové válce přestala být kaple využívána. Od konce 20. století je v ní první zářijovou neděli sloužena mše svatá na začátek školního roku.
Kaple Anděla Strážce je v majetku obce Staré Křečany, pod kterou Valdek od roku 1850 spadá, a není památkově chráněná.

## Popis
Jednolodní neorientovaná kaple stojí na obdélném půdorysu s trojbokým závěrem. Je postavena v novogotickém slohu. Z přední části střechy vybíhá vysoký sanktusník. V interiéru se dochoval původní dřevěný hlavní oltář a lavice.